# Eline Coene
Pour les articles homonymes, voir Coene.
Eline Olga Coene, née le 11 avril 1964 à Rheden, est une joueuse de badminton néerlandaise.

## Carrière
Elle remporte aux Championnats d'Europe de badminton 1988 la médaille de bronze en simple dames et est médaillée d'argent en double dames aux Championnats d'Europe de badminton 1990.
Elle participe aux tournois de double simples et double dames des Jeux olympiques d'été de 1992, où elle est éliminée au premier tour, et au tournoi de double dames des Jeux olympiques d'été de 1996, où elle est sortie au deuxième tour.